# 요세프 파나체크
요세프 파나체크(체코어: Josef Panáček, 1937년 9월 8일~2022년 4월 5일)는 체코슬로바키아의 사격 선수로 올림픽 챔피언이다. 그는 1976년 제21회 몬트리올 올림픽 사격종목 스키트에서 금메달을 땄다.
파나체크는 1980년 제22회 모스크바 올림픽에서 11위를 기록했다.